# Raionul Ivanîci, Volînia
Ivanîci (în ucraineană Іваничівський район, transliterat: Ivanîcivskîi raion) este un raion în regiunea Volînia, Ucraina. Reședința sa este așezarea de tip urban Ivanîci.

## Demografie
Componența lingvistică a raionului Ivanîci
     Ucraineană (99%)
     Alte limbi (0,93%)
Conform recensământului din 2001, majoritatea populației raionului Ivanîci era vorbitoare de ucraineană (99%), existând în minoritate și vorbitori de alte limbi.